# Maple Grove (Minnesota)
Pour les articles homonymes, voir Maple Grove.
Maple Grove est une ville de l'État du Minnesota, située dans le comté de Hennepin. La population de Maple Grove était de 70 253 habitants lors du recensement de 2020, et était estimée à 70 582 habitants en 2022.

## Géographie
D'après le bureau de recensement des États-Unis, la ville avait une superficie totale de 90,5 km2, dont 85,1 sur la terre et 5,4 sur l'eau.

## Histoire
Les Amérindiens Winnebagos sont les premiers et uniques habitants de la région de Maple Grove jusqu'en 1851, quand Louis Gervais arrive et colonise la région. Quatre ans plus tard, en 1855, la ville accueille une église, un hôtel de ville, et de nombreuses habitations. La ville était connue pour ses grands érables (d'où le nom Maple), et était donc une source importante de sirop d'érable.
Maple Grove a été sujet à une grande croissance depuis les années 1970, au point où la ville est devenue l'une des plus peuplées de sa région, ainsi qu'une des villes à la croissance la plus rapide de l'État du Minnesota.

## Démographie
| Groupe            | Maple Grove | Minnesota | États-Unis |
| ----------------- | ----------- | --------- | ---------- |
| Blancs            | 86,4        | 85,3      | 72,4       |
| Asiatiques        | 6,2         | 4,0       | 4,8        |
| Afro-Américains   | 4,2         | 5,2       | 12,6       |
| Métis             | 2,2         | 2,4       | 2,9        |
| Autres            | 0,8         | 2,0       | 6,4        |
| Amérindiens       | 0,3         | 1,1       | 0,9        |
| Total             | 100         | 100       | 100        |
|                   |             |           |            |
| Latino-Américains | 2,5         | 4,7       | 16,7       |

Selon l'American Community Survey, pour la période 2011-2015, 86,81 % de la population âgée de plus de 5 ans déclare parler anglais à la maison, alors que 2,40 % déclare parler l'espagnol, 1,61 % le vietnamien, 1,59 % le russe, 0,85 % une langue chinoise, 0,67 % l'hindi, 0,58 % le gujarati, 0,56 % le coréen et 4,93 % une autre langue.